# Liste der Baudenkmäler in Würzburg-Versbach
In der Liste der Baudenkmäler in Versbach sind die Baudenkmäler im Würzburger Stadtbezirk 11 Versbach aufgelistet.
Diese Liste ist eine Teilliste der Liste der Baudenkmäler in Würzburg. Grundlage der Liste ist die Bayerische Denkmalliste, die auf Basis des bayerischen Denkmalschutzgesetzes vom 1. Oktober 1973 erstmals erstellt wurde und seither durch das Bayerische Landesamt für Denkmalpflege geführt und aktualisiert wird. Die folgenden Angaben ersetzen nicht die rechtsverbindliche Auskunft der Denkmalschutzbehörde.

## Baudenkmäler
| Lage                                                                                     | Objekt                                                                          | Beschreibung | Akten-Nr.      | Bild |
| ---------------------------------------------------------------------------------------- | ------------------------------------------------------------------------------- | --- | -------------- | --- |
| Am Altenberg (Standort)                                                                  | Kreuzschlepper                                                                  | Inschriftsockel mit Figur, Sandstein, Rokoko, bezeichnet „1776“ (Kopie von 1977, restauriert 2012) | D-6-63-000-694 | BW |
| Am Flürlein; Brunnenstraße (Standort)                                                    | Bildstock                                                                       | Sockel mit Säule und Reliefaufsatz Kreuzigungsgruppe und Kreuzbekrönung, Sandstein, bezeichnet „1697“, erneuert 1958 | D-6-63-000-698 | BW |
| Estenfelder Straße 1, 3 (Standort)                                                       | Doppelbauernhaus                                                                | Zweigeschossiger Satteldachbau mit Fachwerkobergeschoss und zwei Rundbogendurchfahrten, um 1800, Hausfigur Pietà, Sandstein, wohl 17. Jahrhundert | D-6-63-000-695 | BW |
| Estenfelder Straße 34 (Standort)                                                         | Kreuzigungsgruppe                                                               | Inschriftsockel mit Kruzifix und Schmerzensmutter, Sandstein, barock, bezeichnet „1784“ | D-6-63-000-696 | BW |
| Estenfelder Straße 62 (Standort)                                                         | Sühnekreuz                                                                      | Steinkreuz mit abgefasten Kanten, Kalkstein, spätmittelalterlich | D-6-63-000-697 | BW |
| Frankenstraße 205 (Standort)                                                             | Ehemalige Mühle („Daxbaude“)                                                    | Eingeschossiger Walmdachbau, Putzmauerwerk mit geohrten Sandsteinfensterrahmungen, 18. Jahrhundert Nebengebäude, zweigeschossiger Satteldachbau, unverputztes Sandsteinmauerwerk, Mitte 19. Jahrhundert | D-6-63-000-791 | BW |
| Heide 12 (Standort)                                                                      | Katholische Pfarrkirche St. Jakobus der Ältere                                  | Saalkirche mit Satteldach und schräger Traufe über trapezförmigem Grundriss mit Trapezchor, Eingangsgiebel mit großem Rundfenster und einem von zwei wiederverwendeten romanischen Portalen des Vorgängerbaus, seitlicher Campanile mit überhöhtem Spitzhelm auf eingeschossigem Kalksteinsockel, unverputztes Kalksteinmauerwerk mit Glaswänden, Nachkriegsmoderne, Lothar Schlör, 1962/63; mit Ausstattung | D-6-63-000-702 | BW |
| Heide 14 (Standort)                                                                      | Ehemalige Volksschule                                                           | Zweigeschossiger Satteldachbau und zwei vorstehende Kopfbauten mit Walm- und querstehendem Satteldach, Putzmauerwerk mit Sandsteingliederungen über Kalksteinrustika, historisierender Jugendstil, bezeichnet „1908“ | D-6-63-000-703 | BW |
| Lengfelder Straße 20 (Standort)                                                          | Pietà                                                                           | Sandstein, 1706, Sockel erneuert | D-6-63-000-699 | BW |
| Lengfelder Straße 60 (Standort)                                                          | Heiligenfigur Immaculata                                                        | Sandstein, 1818, erneuert | D-6-63-000-700 | BW |
| Oberdürrbacher Straße, Burgklinge (80 m vor der Straßenkurve zum Rotkreuzhof) (Standort) | Bildstock                                                                       | Sockel mit Pfeiler und Reliefaufsatz Ölberg sowie Kreuzaufsatz, Sandstein, barock, 17. Jahrhundert, Renovierung 19. Jahrhundert | D-6-63-000-408 | [[Vorlage:Bilderwunsch/code!/C:49.81408,9.93959!/D:Oberdürrbacher Straße, Burgklinge (80 m vor der Straßenkurve zum Rotkreuzhof), Bildstock!/\|BW]] |
| Sankt-Rochus-Straße 11 (Standort)                                                        | Wohnhaus                                                                        | Giebelständiger zweigeschossiger Sandsteinquaderbau mit Satteldach und gotisierendem Blendgiebel, Historismus, zweite Hälfte 19. Jahrhundert | D-6-63-000-706 | BW |
| Steigstraße 1 (Standort)                                                                 | Gedenkstein für den an dieser Stelle plötzlich verstorbenen Nicolaus Ringelmann | Vermauertes Relief mit Inschrift und Kreuzfall Christi, Sandstein, bezeichnet „1815“ | D-6-63-000-707 | BW |
| Steigstraße 11 (Standort)                                                                | Gasthaus                                                                        | Zweigeschossiger Halbwalmdachbau mit Fachwerkobergeschoss, um 1800 Prozessionsaltar mit Relief Marienkrönung, Kalkstein, wohl 17. Jahrhundert (Kopie, 1948) | D-6-63-000-708 | BW |
| Steigstraße 33 (Standort)                                                                | Relief Madonna mit Johannesknaben                                               | Stuck, 19. Jahrhundert | D-6-63-000-709 | BW |
| Steigstraße, am Aufgang zur Pfarrkirche (Standort)                                       | Bildstock                                                                       | Tischsockel mit Pfeiler und Reliefaufsatz Heilige Dreifaltigkeit und Kreuzschlepper, Sandstein, bezeichnet „1743“, erneuert 1991 | D-6-63-000-710 | BW |
| Versbacher Straße 187 (Standort)                                                         | Wohnhaus                                                                        | Zweigeschossiger Satteldachbau mit Fachwerkgiebel, Erdgeschoss mit kleinen Fenstern als Kellervollgeschoss dienend, um 1800 | D-6-63-000-713 | BW |
| Versbacher Straße 193 (Standort)                                                         | Kreuzschlepper                                                                  | Sandstein, 18. Jahrhundert, erneuert 1989 | D-6-63-000-712 | BW |
| Versbacher Straße 199 (Standort)                                                         | Gasthaus zum Adler                                                              | Zweigeschossiger giebelständiger Satteldachbau mit verputztem Fachwerkobergeschoss, 18./19. Jahrhundert Zweigeschossiger Satteldachanbau, Putzmauerwerk mit barockisierenden Fensterrahmungen, um 1900 | D-6-63-000-714 | BW |
| Versbacher Straße 202 (Standort)                                                         | Pforte                                                                          | Mauerpartie mit geohter Türrahmung, Sandstein, bezeichnet „1797“ | D-6-63-000-715 | BW |
| Versbacher Straße 205 (Standort)                                                         | Wohnhaus                                                                        | Zweigeschossiger Mansarddachbau mit Krüppelwalmgiebel in Ecklage, Putzmauerwerk, um 191 Hausmadonna in Giebelnische, Sandstein, 19. Jahrhundert | D-6-63-000-716 | BW |
| Versbacher Straße 207 (Standort)                                                         | Gasthaus zur Krone                                                              | Zweigeschossiger Satteldachbau mit verputztem Fachwerkgiebel in Ecklage, Putzfassade mit aufgeputzten Eckpilastern, Gesims und Schriftzug „Gasthaus zur Krone“, 18./19. Jahrhundert, Schriftzug erste Hälfte 20. Jahrhundert | D-6-63-000-717 | BW |
| Versbacher Straße 217 (Standort)                                                         | Bildstockaufsatz                                                                | Vermauerte Ädikula mit Kruzifix und weiblicher Stifterfigur sowie Doppelwappen im Rundgiebel, Sandstein, Renaissance, bezeichnet „1657“ | D-6-63-000-704 | BW |
| Versbacher Straße 233, 235 (Standort)                                                    | Scheune                                                                         | Zweigeschossiger Satteldachbau mit Fachwerkobergeschoss und vermauerter Inschrifttafel über unverputztem Kalksteinerdgeschoss, bezeichnet „1824“ | D-6-63-000-719 | BW |
| Zum Tännig 1 (Standort)                                                                  | Wohnhaus                                                                        | Zweigeschossiger Halbwalmdachbau mit verputztem Obergeschoss über hohem Kellersockel, Glashäuschen mit Lourdes-Madonna, um 1800 | D-6-63-000-721 | BW |
| Zum Tännig 4 (Standort)                                                                  | Wohnhaus                                                                        | Zweigeschossiger Satteldachbau mit teilweise verputztem Zierfachwerkobergeschoss, aufgeputzte Fensterrahmungen, Erdgeschoss mit kleinen Fensteröffnungen wohl als Kellervollgeschoss dienend, barock, bezeichnet „1706“ Prozessionsaltar mit Relief Marienkrönung, Sandstein, barock, 18. Jahrhundert | D-6-63-000-722 | BW |

## Ehemalige Baudenkmäler
In diesem Abschnitt sind Objekte aufgeführt, die früher einmal in der Denkmalliste eingetragen waren, jetzt aber nicht mehr. Objekte, die in anderem Zusammenhang also z. B. als Teil eines Baudenkmals weiter eingetragen sind, sollen hier nicht aufgeführt werden. Aktennummern in diesem Abschnitt sind ehemalige, jetzt nicht mehr gültige Aktennummern.

| Lage                             | Objekt           | Beschreibung | Akten-Nr.      | Bild |
| -------------------------------- | ---------------- | --- | -------------- | ---- |
| Mühlweg 4 (Standort)             | Ehemalige Mühle  | Eingeschossiger verputzter Halbwalmdachbau, Deckenstuck in Quadraturtechnik, Entwurf und Ausführung möglicherweise durch Joseph Greissing, 1709 Nebengebäude | D-6-63-000-701 | BW   |
| Sankt-Rochus-Straße 7 (Standort) | Bildstockaufsatz | Akanthusrahmung mit Heiliger Familie, Sandstein, Barock, Anfang 18. Jahrhundert                                                                              | D-6-63-000-705 | BW   |
| Sankt-Rochus-Straße 7 (Standort) | Bildstock        | Mit Dreifaltigkeit, 1776 | D-6-63-000-720 | BW   |
| Versbacher Straße 217 (Standort) | Relief           | Wohl zweite Hälfte 16. Jahrhundert; an Scheunenwand | D-6-63-000-718 | BW   |